# Quinoa
A quinoa (/ˈkiːnwɑː/; transliteração: 'quínua'; do Quechua: kinwa) é uma espécie de planta (Chenopodium quinoa Willd.; Amaranthaceae) nativa da região andina do Peru, Bolivia, Equador e Colômbia, onde foi domesticado há cerca de 3 000 a 4 000 anos para consumo humano, embora existam registros arqueológicos de uso de sementes não domesticadas para uso pastoril há cerca de 5 200 a 7 000 anos. Produz um grão considerado muito importante à alimentação e à vida do homem no altiplano andino.
Originária das alturas dos Andes e conservada por quechuas e aymarás, com suas 3 120 variedades.
Após a invasão espanhola, os alimentos autóctones, como a quinoa, o amaranto e a maca, caíram paulatinamente em desuso e foram substituídos pelos grãos consumidos na Europa, como o trigo e a cevada.

## Brasil
A quinoa apresenta um bom resultado como cultura de verão nas entressafras; por ser botanicamente diferente das espécies nativas, é mais resistente às pragas e doenças que ficam nos restos de cultura e plantas espontâneas, diminuindo seu impacto negativo.
Cada 100 gramas de quinoa contêm 15 gramas de proteínas || 68 g de carboidratos, 9,5 mg de ferro, 286 mg de fósforo, 112 mg de cálcio, 5 g de fibras e 335 kcal. A composição pode variar um pouco, em razão da diversidade de sementes. Segundo a Organização das Nações Unidas para Agricultura e Alimentação, a quinoa é um dos alimentos mais completos que existem.
A quinoa não contém glúten.
A quinoa pode substituir o trigo na produção de farinha, a soja na produção de óleo, o milho para biodiesel e o arroz na alimentação.

## Ano Internacional da Quinoa
A Assembleia Geral das Nações Unidas declarou 2013 como o Ano Internacional da Quinoa, em reconhecimento das práticas ancestrais da população andina, que preservaram quinoa como alimento para as gerações presentes e futuras, por meio de conhecimento e práticas de vida em harmonia com a natureza. O objetivo é atrair  atenção mundial para o papel da quinoa para a segurança alimentar, nutrição e erradicação da pobreza, apoiando o alcance dos Objetivos de Desenvolvimento do Milênio.
A Organização das Nações Unidas para a Agricultura e Alimentação funcionará como Secretariado do ano internacional. Bolívia tem a presidência do Comitê de Coordenação , enquanto Equador, Perú e Chile dividem a vice-presidência, com a relatoria nas mãos da Argentina e da França.

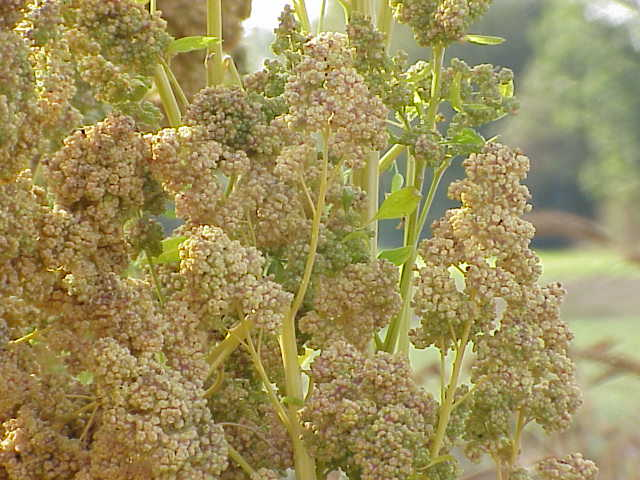
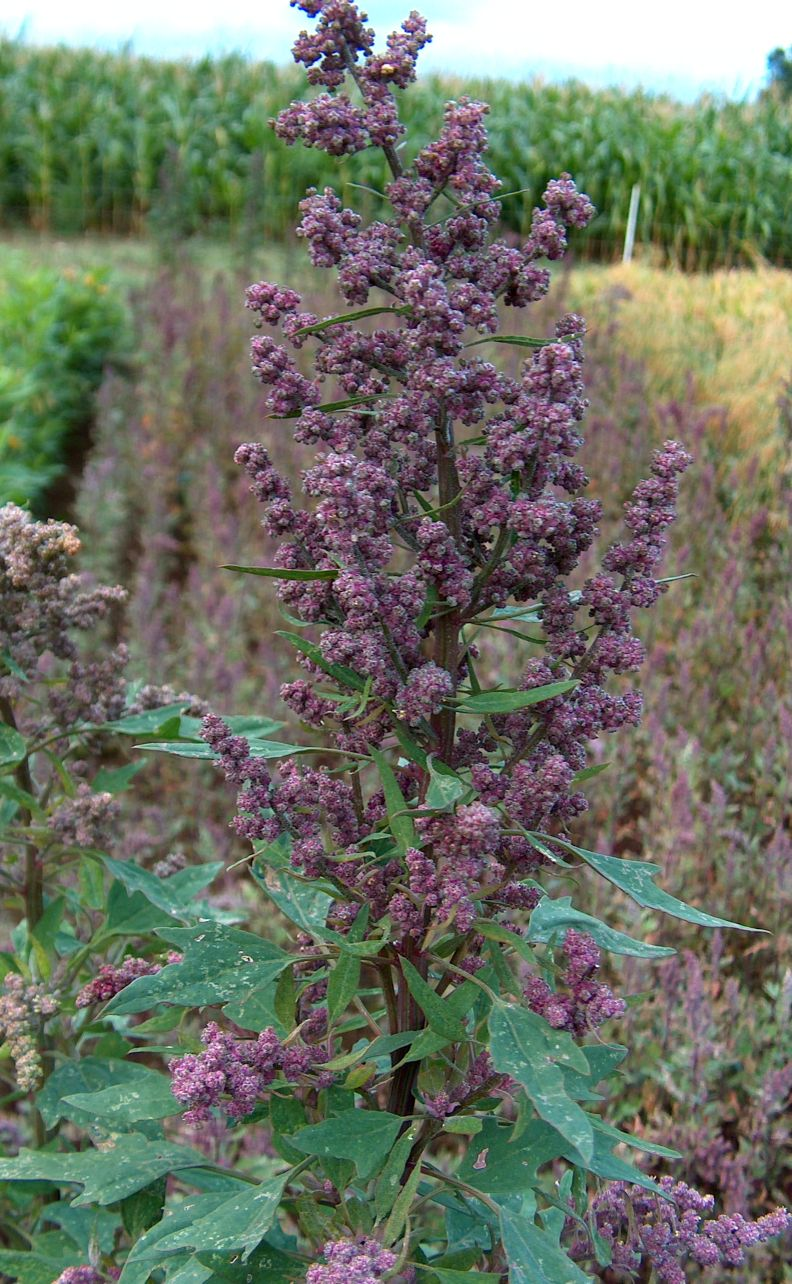
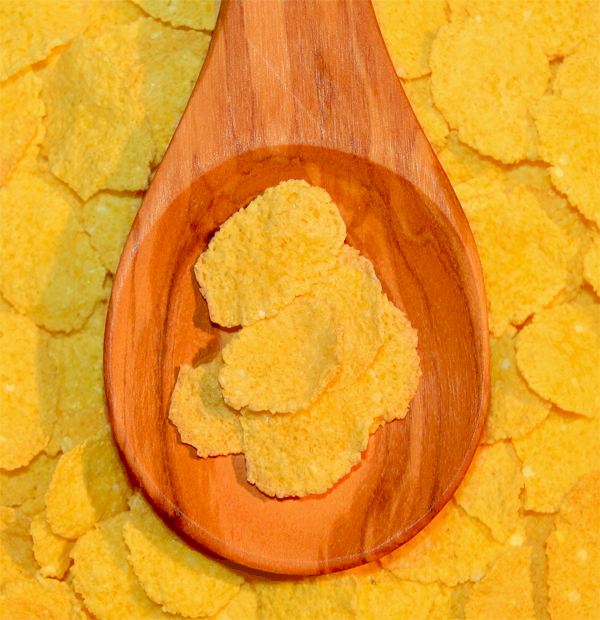
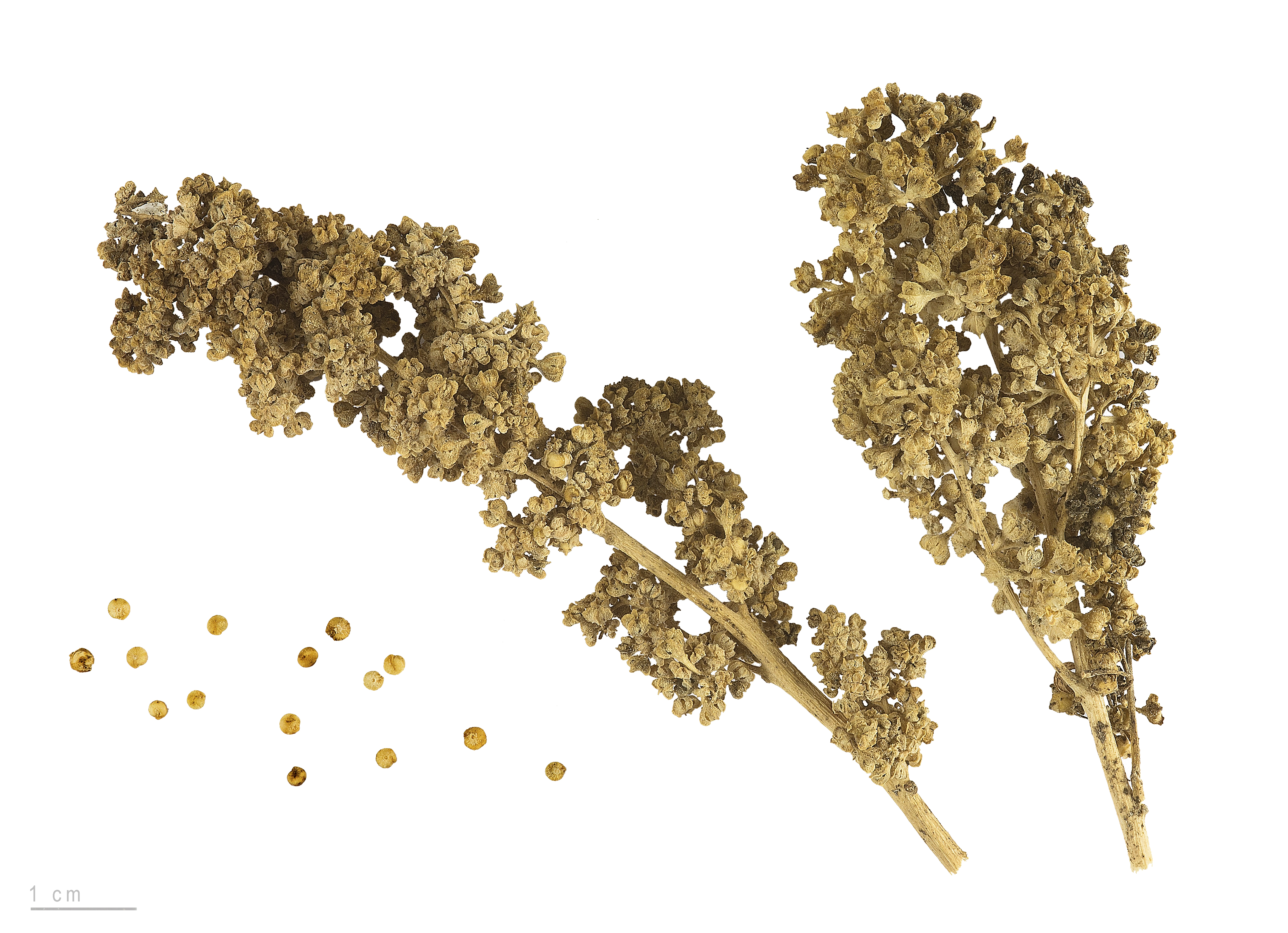
Chenopodium quinoa -red faro- - MHNT